# Jiří Tlustý
Jiří Tlustý (ur. 16 marca 1988 w Slaným) – czeski hokeista, reprezentant Czech.

## Kariera
- HC Kladno U18 (2001-2003)
- HC Kladno U20 (2003-2006)
- HC Kladno (2005-2006)
- Sault Ste. Marie Greyhounds (2006-2007)
- Toronto Marlies (2007-2009)
- Toronto Maple Leafs (2007-2009)
- Albany River Rats (2009-2010)
- Carolina Hurricanes (2009-2015)
  -  Charlotte Checkers (2010)
  -  HC Kladno (2012-2013)
- Winnipeg Jets (2015)
- New Jersey Devils (2015-2016)
- Kärpät (2016)

Wychowanek HC Kladno. W drafcie NHL w 2006 wybrany przez klub Toronto Maple Leafs (runda 1, numer 13). Ponadto w KHL Junior Draft w 2009 wybrany przez Atłant Mytiszczi (runda 2, numer 43). Od grudnia 2009 roku zawodnik Carolina Hurricanes. W kwietniu 2012 roku przedłużył kontrakt z klubem o dwa lata. Od września 2012 do stycznia 2013 roku na okres lokautu w sezonie NHL (2012/2013) związał się z macierzystym HC Kladno (wraz z nim inni wychowankowie klubu, Jaromír Jágr i Tomáš Plekanec). Od końca lutego 2015 zawodnik Winnipeg Jets. W maju 2015 prawa zawodnicze w ramach KHL nabył klub SKA Sankt Petersburg od Atłanta Mytiszczi. Od września 2015 zawodnik New Jersey Devils. Od końca października 2016 do grudnia zawodnik fińskiego klubu Oulun Kärpät, na zasadzie kontraktu próbnego.
Uczestniczył w turnieju mistrzostw świata w 2013.

## Sukcesy
Reprezentacyjne
- Brązowy medal mistrzostw świata juniorów do lat 18: 2006

Klubowe
- Mistrzostwo dywizji AHL: 2008 z Toronto Marlies

Indywidualne
- Mistrzostwa świata juniorów do lat 18 w 2006:
  - Skład gwiazd turnieju
- Karjala Cup 2012:
  - Pierwsze miejsce w klasyfikacji strzelców turnieju: 2 gole
  - Pierwsze miejsce w klasyfikacji kanadyjskiej turnieju: 2 punkty